# Tolphorea kurdistanicus
Tolphorea kurdistanicus là một loài bọ cánh cứng trong họ Elateridae. Loài này được Platia & Gudenzi miêu tả khoa học năm 1996.